# Pitkäjärvi (sjö i Somero, Egentliga Finland)
Pitkäjärvi är en sjö i kommunen Somero i landskapet Egentliga Finland i Finland. Arean är 39 hektar och strandlinjen är 6,19 kilometer lång. Sjön  ingår i Pemar å huvudavrinningsområde.   Den ligger omkring 60 kilometer öster om Åbo och omkring 100 kilometer nordväst om Helsingfors. 